# Ohmoorteich
Der Ohmoorteich ist ein Teich bzw. Rückhaltebecken in Hamburg-Niendorf an der Grenze zu Norderstedt. Er ist mit dem Ohmoorgraben verbunden.

## Angelsport
Das Angeln ist an der Ostseite und im Bereich der Verbindung zum Ohmoorgraben erlaubt.